# Skylet Andrew
Skylet Andrew (* 31. März 1962 in Upton Park London) ist ein englischer Tischtennisspieler, der in den 1980er und 1990er Jahren aktiv war. Bei englischen Meisterschaften gewann er 14 Titel, mit der englischen Mannschaft wurde er 1988 Vizeeuropameister.

## Werdegang
Skylet Andrews Vater war Busfahrer, seine Mutter arbeitete in einer Großbäckerei.
Bei den nationalen englischen Meisterschaften war er insgesamt 14 mal in den Doppel- und Mixedwettbewerben erfolgreich:
- Doppel: 1987, 1988, 1989, 1991, 1993, 1994 mit Nicky Mason
- Mixed: 1984 mit Carol Moore, 1986, 1987, 1988, 1990, 1992 mit Fiona Elliott, 1993, 1994 mit Fiona Mommessin

Im Einzel gewann er keinen Titel.
Von 1985 bis 1991 wurde Skylet Andrew viermal für die Teilnahme an Weltmeisterschaften nominiert. Dabei kam er nie in die Nähe von Medaillenrängen. 1988 erreichte er bei der Europameisterschaft mit der englischen Mannschaft das Endspiel, welches gegen Schweden verloren ging.
Im gleichen Jahr qualifizierte er sich für die Olympischen Sommerspiele, wo er im Doppel mit Desmond Douglas bereits in der Vorgruppe ausschied. Erfolgreicher war er in den Folgejahren bei den Commonwealth-Meisterschaften. Hier holte er Gold 1989, 1991 und 1994 mit dem englischen Team sowie 1989 im Doppel mit Nicky Mason. 1989 gewann er mit Fiona Elliott Silber im Mixed, ebenso 1991 mit Mason im Doppel. Im Einzel erreichte er 1991 das Halbfinale. 
Nach der Europameisterschaft 1994 beendete er seine Karriere als Tischtennisspieler. Danach arbeitete er als Fußball-Spielervermittler (Football agent).
1997 schloss er sich dem deutschen Regionalligaverein TTG Weitmar-Munscheid an.

## Turnierergebnisse
| Verband | Veranstaltung            | Jahr | Ort        | Land | Einzel       | Doppel           | Mixed        | Team |
| ------- | ------------------------ | ---- | ---------- | ---- | ------------ | ---------------- | ------------ | ---- |
| ENG     | Commonwealth Meistersch. | 1994 | Hyderabad  | IND  |              |                  |              | 1    |
| ENG     | Commonwealth Meistersch. | 1991 | Nairobi    | KEN  | Halbfinale   | Silber           |              | 1    |
| ENG     | Commonwealth Meistersch. | 1989 | Cardiff    | WAL  |              | Gold             | Silber       | 1    |
| ENG     | Europameisterschaft      | 1988 | Paris      | FRA  |              |                  |              | 2    |
| GBR     | Olympische Spiele        | 1988 | Seoul      | KOR  | keine Teiln. | sofort ausgesch. |              |      |
| ENG     | Weltmeisterschaft        | 1991 | Chiba City | JPN  | letzte 64    | Qual             | letzte 128   |      |
| ENG     | Weltmeisterschaft        | 1989 | Dortmund   | FRG  | letzte 64    | letzte 32        | letzte 64    | 9    |
| ENG     | Weltmeisterschaft        | 1987 | New Delhi  | IND  | letzte 128   | Qual             | letzte 64    | 12   |
| ENG     | Weltmeisterschaft        | 1985 | Göteborg   | SWE  | Qual         | letzte 64        | keine Teiln. | 10   |